# Sveriges Ekonomföreningars Riksorganisation
Sveriges Ekonomföreningars Riksorganisation (S.E.R.O.) grundades 1975 och är en paraplyorganisation för Sveriges ekonomföreningar/kårer som representerar cirka 35 000 ekonomstudenter. Organisationen är en partipolitiskt och religiöst obunden ungdomsorganisation med syfte att öka den svenska ekonomutbildningens konkurrenskraft samtidigt som den skall verka som en mötesplats för sina medlemmar.

## S.E.R.O.s konferenser

### Kontaktmanna
Kontaktmannakonferensen är årets första S.E.R.O. konferens och brukar hållas under sista helgen i februari. Konferensen har som mål att se till att de nya personer i medlemsföreningars styrelser får en inblick i hur S.E.R.O. fungerar samt ser till så att man får kontakt med andra föreningar. Konferensen brukar fungera som en teambuilding inför det nya S.E.R.O.-året. Under konferensen tar även fullmäktige beslut angående årets verksamhetsplan och budget.